# 黃斑深海鰩
黃斑深海鰩（學名：Bathyraja mariposa），為軟骨魚綱鰩目單鰭鰩科深海鰩屬的一種，分布於東北太平洋阿留申群島海域，深度90至448公尺，本魚盤背呈綠褐色，盤和尾部有深褐色或黑色的小斑點，胸鰭表面通常會出現大片黃色斑點，背面有均勻緻密的小棘覆蓋，體長可達76公分，棲息在深海沙泥底質海域，為底棲性魚類，卵生，屬肉食性，生活習性不明。